# Cornus capitata
Espèce
Classification APG III (2009)
Le Cornouiller de l'Himalaya (Cornus capitata) est un arbuste d'ornement à feuilles persistantes originaire d'Asie. Il est parfois appelé arbre porteur de fraises à cause de l'aspect et de la forme de ses fruits comestibles.

## Répartition
Du Népal par l'Inde et le Myanmar jusqu'en China, la partie Est de l'Himalaya entre 800 et 3200 Mètres. On le trouve en bordure des forêts de conifères et feuillues dans un climat humide et doux.